# Dharma Realm Buddhist Association
Dharma Realm Buddhist Association is non-profitorganisatie voor boeddhistische Chinese Amerikanen en wordt ook wel afgekort tot DRBA. Het werd gesticht door meesterbhikkhu Hsuan Hua in 1959 met als doel het verspreiden van de orthodoxe leer van Siddharta Gautama Boeddha. DRBA heeft vele boeddhistische tempels/kloosters in Amerika (vooral in Californië), Canada, Maleisië, Taiwan, Hongkong en Australië.
In 1970 werd een van de eerste boeddhistische tempels in Amerika gebouwd, de Gold Mountain Monastery.

## Bekende tempel
- City of Ten Thousand Buddhas